# 徐滨士
徐滨士（1931年3月12日—2023年2月15日），山东招远人，生于黑龙江哈尔滨，维修工程、表面工程和再制造工程专家，中国工程院院士，波兰科学院外籍院士。
2023年2月15日，徐滨士逝世，享年92岁。

## 履历
- 1954年，于哈尔滨工业大学毕业。
- 1990年，晋升少将军衔。
- 1995年，当选中国工程院院士。[2]